# ستاره‌تباران
ستاره‌تباران (به لاتین: Astereae) یک تبار از گیاهان خانوادهٔ کاسنیان است که شامل گیاهان یکساله، دوساله، چندساله، زیر درختچه‌ها، درختچه‌ها و درختان است. گیاهان درون این تبار تقریباً در سراسر جهان وجود دارند که به ۱۷۰ سرده و بیش از ۲۸۰۰ گونه تقسیم می‌شوند و آن را به دومین تبار بزرگ در خانواده پس از پیرگیاه‌تباران تبدیل می‌کنند. آنها عمدتاً در مناطق معتدل جهان یافت می‌شوند.